# Medicosma
Medicosma é um género botânico pertencente à família Rutaceae.